# Roca de l'Àliga (el Montmell)
La Roca de l'Àliga és una muntanya de 641 metres que es troba al municipi del Montmell, a la comarca catalana del Baix Penedès.